# Hämorrhagische Diathese
Unter einer hämorrhagischen Diathese versteht man eine krankhaft gesteigerte Blutungsneigung („Blutungsübel“). Sie ist eine spezifische Form der Diathese. Symptome einer hämorrhagischen Diathese kann jede abnormale Blutung sein wie z. B. eine verlängerte Blutungszeit (> 6 Min.), Blutergüsse (Hämatome) ohne Gewalteinwirkung oder nach Bagatellverletzungen, Zahnfleischbluten und Blutungen im Verdauungstrakt oder in den Gelenken. Ursachen einer hämorrhagischen Diathese können Antikoagulanzien, Antikörper, Cumarine und/oder Heparine sein.
Krankheiten, die mit vermehrter Blutungsneigung einhergehen, sind vor allem
- Störungen der Blutgerinnung (Koagulopathien) (ca. 20 %)
- Verminderung der Blutplättchenzahl (Thrombopenie) oder Erkrankungen der Blutplättchen (Thrombozytopathie) (ca. 70 %)
- Erkrankungen der Blutgefäße (vaskuläre hämorrhagische Diathesen) (ca. 10 %), zum Beispiel bei:
  - Skorbut
  - Purpura, Purpura Schönlein-Henoch, Protein-C-Mangel (Purpura fulminans)
  - Morbus Osler
- selten Vergiftungen mit Blutgerinnungshemmern (Rattengifte aus der Gruppe der Cumarine, etwa Bromadiolon oder Difenacoum).

Ferner gibt es sehr seltene Syndrome mit vermehrter Blutungsneigung wie hereditärer kombinierter Mangel an Vitamin-K-abhängigen Gerinnungsfaktoren.